# 14447 Hosakakanai
14447 Hosakakanai este un asteroid din centura principală de asteroizi.

## Descriere
14447 Hosakakanai este un asteroid din centura principală de asteroizi. A fost descoperit pe 2 noiembrie 1992 la Kitami de Kin Endate și Kazuro Watanabe. Asteroidul prezintă o orbită caracterizată de o semiaxă mare de 3,02 ua, o excentricitate de 0,30 și o înclinație de 9,2° în raport cu ecliptica.